# Giuseppe Tartini
Giuseppe Tartini (Pirano, 8 de abril de 1692 — Pádua, 26 de fevereiro de 1770) foi um violinista, pedagogo e compositor vêneto.

## Biografia

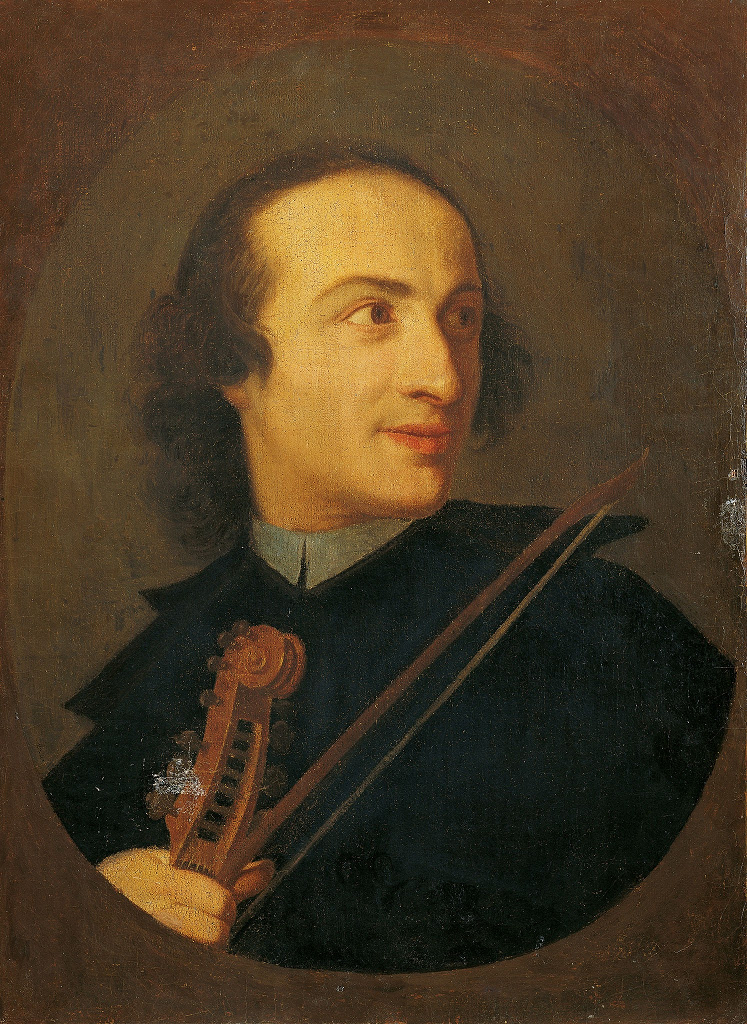
Retrato de Giuseppe Tartini

Tartini nasceu em Pirano, uma cidade de Caninde na península de Ístria, na República de Veneza (atual Eslovênia) filho de Gianantonio - nativo de Florença - e Caterina Zangrando, descendente de uma das famílias aristocráticas mais antigas da Piranese.
Formou uma famosa escola de violino – a Escola das Nações – de onde saíram eminentes violinistas, entre os quais Nardini.
Tartini afirmou que o sonhou com o Diabo e que este pegou seu violino e tocou-lhe aquela que seria a sua Sonata do Diabo.
A sua obra mais conhecida é a sonata O trilo do diabo, publicada após a sua morte. Escreveu tratados de violino e expôs a sua concepção harmônica do modo menor.
Desde cedo recebeu lições de música e violino, mas até os vinte anos pouco se interessou, dedicando-se ao direito na Universidade de Pádua. Ao se casar secretamente com a sobrinha de um cardeal, teve ordem de prisão. Disfarçando-se de frade, Tartini conseguiu fugir encontrando refugio no convento dos franciscanos.
Perdoado pelo cardeal, Tartini voltou em Pádua à companhia da esposa, iniciando então a carreira de concertista. O sucesso enorme atraiu-lhe inúmeros discípulos de vários países, fundando ele uma escola de violino em Pádua (1728), logo denominada Escola das Nações. Adquiriu grande reputação como virtuoso e professor, onde teve Nardini com aluno. Tartini morreu em Pádua a 26 de fevereiro de 1770.
Durante o seu retiro, Tartini entregou-se intensamente ao estudo do violino, inclusive pesquisando novas possibilidades sonoras do instrumento. Ao mesmo tempo dedicado à composição, escreveu a célebre Sonata n.º 2 Op. 1 - Trilos do diabo, cujo apelido provém do espantoso encadeamento de trilos no terceiro movimento. Segundo depoimento que o compositor fez a Lalande - e que este reproduziu durante a sua Viagem à Itália (1790) - a realização dessa sonata teria sido sugerida em sonho pelo próprio demônio. Até hoje a obra permanece como "peça de resistência" no repertório dos virtuoses.

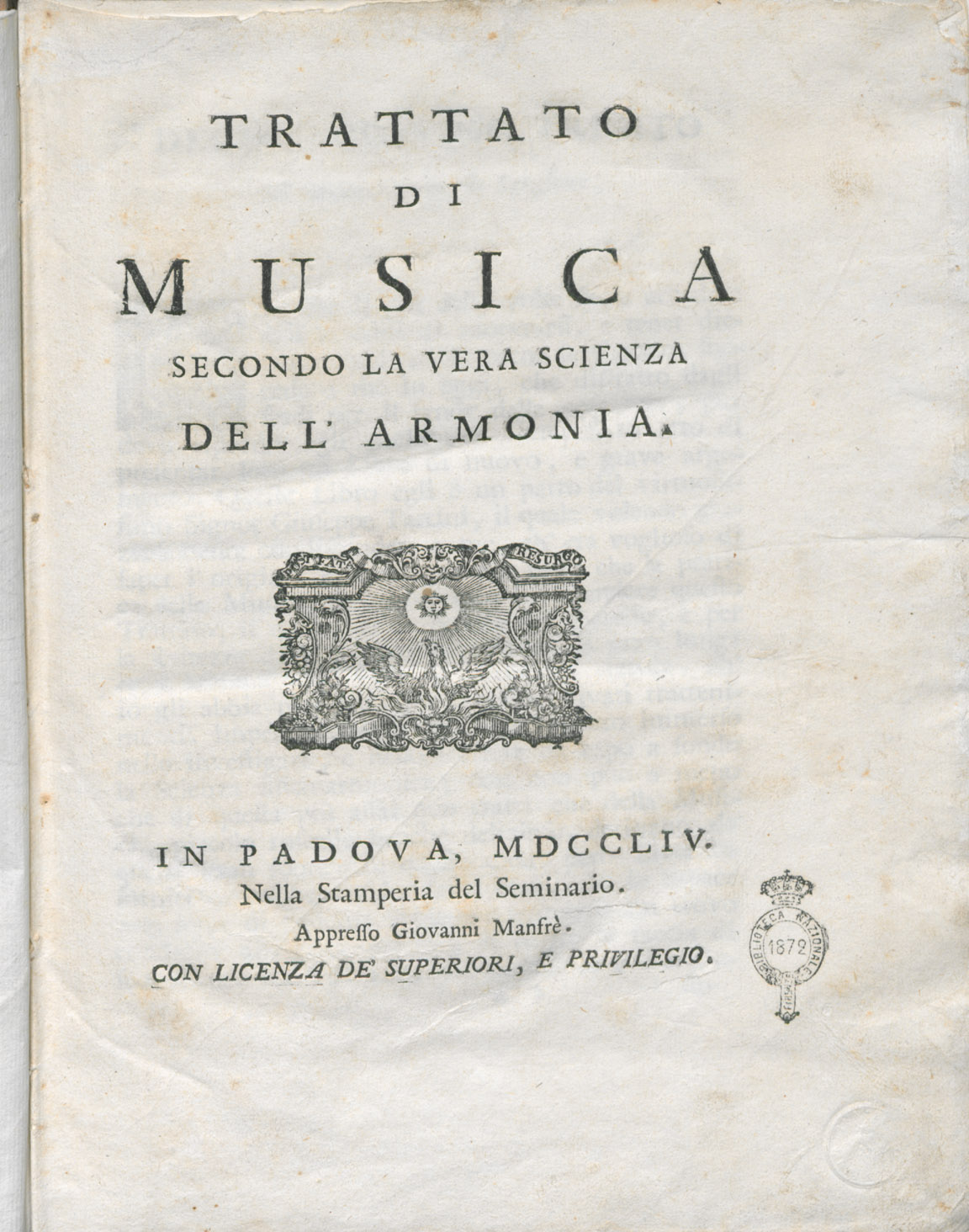
Trattato di musica secondo la vera scienza dell'armonia, 1754

Seu devotamento ao ensino resultou na feitura de trabalhos didáticos, entre os quais o Tratado de música segundo a verdadeira ciência da harmonia (1754). Além de ser o maior violinista do século XVIII, Tartini distingue-se como compositor responsável pela evolução do concerto e da sonata. São as sonatas que mais lhe valem a dupla glória de intérprete e criador. Entre elas se destacam a Sonata n.º 11 em sol menor Op. 11 - Didone, a Sonata n.º 1 em si bemol maior Op. 6 - Imperador, além da já mencionada Sonata n.º 2 Op. 1 - Trilos do diabo. Também são notáveis as Variações sobre um tema de Corelli.

## Publicações
- Giuseppe Tartini (1754). Trattato di musica secondo la vera scienza dell'armonia (em italiano). Padova: [s.n.] Giovanni Manfrè